# Simon Carmiggelt
Simon Carmiggelt (L'Aia, 7 ottobre 1913 – Amsterdam, 30 novembre 1987) è stato un giornalista e scrittore olandese, divenuto un personaggio pubblico ben noto nei Paesi Bassi grazie ai suoi articoli sui quotidiani nazionali ed alle sue numerose apparizioni televisive.

## Biografia
Simon Johannes Carmiggelt nacque il 7 ottobre 1913 a L'Aia, secondo figlio di Herman Carmiggelt e Adriana Bik. Secondogenito, aveva un fratello maggiore di nome Jan (Johannes Simon). Simon sin dai primi anni di età non si rivelò uno studente molto brillante e lasciò la scuola a 16 anni nel 1929. Tuttavia aveva una passione, lavorare come redattore per il giornale della scuola ed era determinato a diventare un giornalista.
Dopo vari lavori nell'ambito dell'editoria, diventò reporter per il quotidiano socialista Het Volk (il popolo). Successivamente lavorò per lo stesso giornale anche come critico teatrale. Inoltre nello stesso periodo iniziò a scrivere brevi colonne sulla vita quotidiana a L'Aia, che chiamò Kleinigheden (sciocchezze). Nel 1939 Simon si sposò con Tiny de Goey che un anno dopo diede alla luce una figlia, Marianne.
Quando l'esercito tedesco invase i Paesi Bassi nel corso della seconda guerra mondiale nel 1940 ed Het Volk fu rilevato dai tedeschi e censurato, Carmiggelt si dimise dal giornale. Durante la guerra fece piccoli lavori di ogni genere, ma entrò segretamente in contatto con la resistenza olandese e lavorò per il quotidiano clandestino Het Parool.
Nel 1943 il fratello di Simon, Jan, fu arrestato dai tedeschi per aver aiutato delle persone a nascondersi. Fu portato al campo di concentramento di Herzogenbusch, dove morì esausto e sofferente il 26 settembre 1943. La morte di Jan cambiò il resto della vita di Simon che non supererà mai del tutto questo trauma.
Dopo la guerra ricominciò a scrivere colonne per Het Parool. Questi lavori diventarono molto famosi per il loro tono malinconico e cupo, ma soprattutto per un uso ironico del linguaggio formale. Molte di queste colonne parlavano di persone senza successo e disilluse nei caffè e nei bar (spesso ad Amsterdam), che raccontavano allo scrittore le loro vite. I suoi lavori ricevettero un'enorme popolarità.  

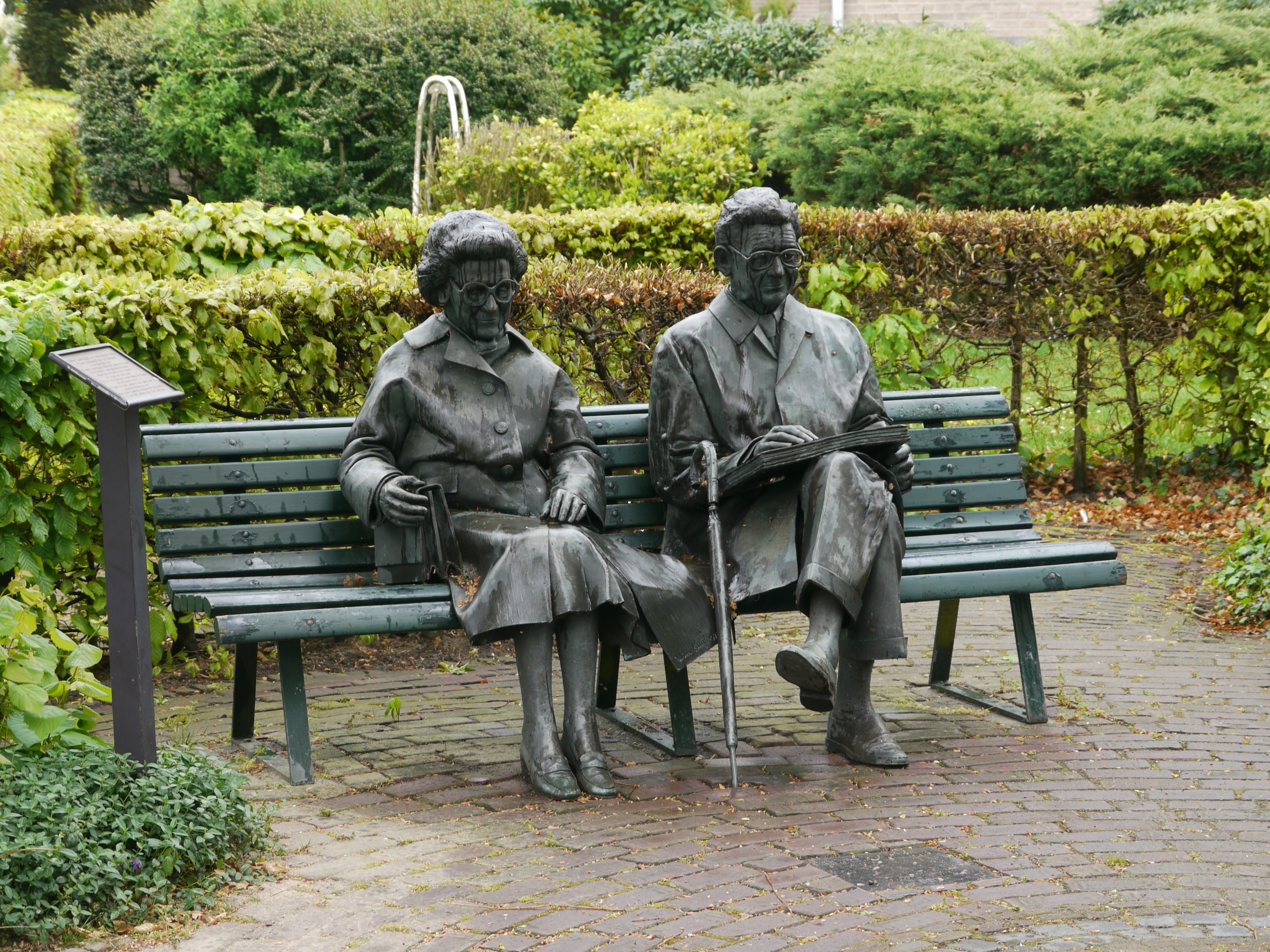
Statua di Simon Carmiggelt con sua moglie Tiny a De Steeg

Nel 1977 Carmiggelt iniziò una relazione segreta con l'autrice Renate Rubinstein. Scrisse un libro su questo evento, intitolato Mijn beter ik (la miglior parte di me), che venne pubblicato postumo alla morte di entrambi. Il 30 novembre 1987 Simon Carmiggelt morì di infarto. Un anno dopo la sua morte, una statua di Carmiggelt venne realizzata e collocata vicino alla sua ex casa ad Amsterdam. Una seconda statua di lui e sua moglie venne collocata su una panchina del parco vicino alla sua casa estiva a De Steeg (Rheden).
Quest'ultima statua è stata rubata nel fine settimana del 21 gennaio 2012; il motivo non è stato ancora chiarito. La statua è stata successivamente trovata tagliata a pezzi, ed in seguito è stata ricostruita e poi svelata nuovamente il 23 gennaio 2013.

## Opere
- 1940 - Vijftig dwaasheden
- 1940 - Honderd dwaasheden
- 1948 - Allemaal onzin
- 1948 - Het jammerhout
- 1950 - Klein inizia
- 1951 - Omnibus
- 1952 - Poespas
- 1954 - Al mijn gal
- 1954 - Articoli di Parigi
- 1955 - Duivenmelken
- 1956 - Fabriekswater
- 1956 - Kwartet
- 1956 - Spijbelen
- 1957 - Haasje finisce
- 1959 - Een toontje lager
- 1961 - Alle orgels slapen
- 1961 - Een stoet van dwergen
- 1962 - Dag opa
- 1962 - Kroeglopen I
- 1962 - Tussen twee stoelen
- 1963 - Oude mensen
- 1963 - We leven nog
- 1964 - Più tardi è te laat
- 1964 - Kinderen
- 1965 - Kroeglopen II
- 1965 - Fluiten a het donker
- 1965 - Mooi weer vandaag
- 1967 - Morgen zien we wel weer
- 1968 - Drie van vroeger
- 1968 - Je blijft lachen
- 1969 - Mijn Moeder aveva Gelijk
- 1970 - Twijfelen è toegestaan
- 1971 - Gewoon maar doorgaan
- 1972 - Ik mag niet mopperen
- 1973 - Elke ochtend opstaan
- 1974 - Brood voor de vogeltjes
- 1975 - Slenteren
- 1975 - Maatschappelijk verkeer
- 1976 - Dwaasheden
- 1977 - Vroeger kon je lachen
- 1978 - Bemoei je d'r niet mee
- 1979 - De rest van je leven
- 1979 - Mooi kado
- 1980 - De avond valt
- 1980 - Residentie van mijn jeugd
- 1981 - Een Hollander a Parijs
- 1981 - Verhaaltjes van vroeger
- 1982 - Welverdiende onrust
- 1983 - De Amsterdamse kroeg
- 1983 - Met de neus in de boeken
- 1983 - Mag 't een ietsje meer zijn
- 1984 - Ik red me well
- 1984 - Vreugden en verschrikkingen van de dronkenschap
- 1984 - Alle kroegverhalen
- 1985 - Ontmoetingen incontra Willem Elsschot
- 1986 - Bij nader omzien
- 1986 - Trio voor één hand
- 1987 - De vrolijke jaren
- 1987 - Het literaire leven
- 1989 - Zelfportret a stukjes
- 1990 - Bevitore di De kuise
- 1992 - Schemeren
- 1993 - Van u heb ik ook een heleboel gelezen.
- 1995 - Thelonious e Picasso
- 1999 - Beste Godfried, beste Simon
- 1999 - Voorhout